# Younès Moudrik
Younès Moudrik  (né le 1er octobre 1977) est un athlète marocain, spécialiste du saut en longueur et du triple saut. 

## Biographie
Il remporte la médaille d'or du saut en longueur lors des Championnats d'Afrique 2000, à Alger, en établissant la meilleure performance de sa carrière avec 8,34 m (+1,4 m/s). Il reproduit cette performance deux ans plus tard aux Championnats d'Afrique de Radès en s’imposant avec la marque de 8,06 m. Il participe aux Jeux olympiques de 2000 à Sydney mais ne parvient pas à franchir le cap des qualifications.

### Palmarès
| Date | Compétition            | Lieu    | Résultat | E preuve         | Marque  |
| ---- | ---------------------- | ------- | -------- | ---------------- | ------- |
| 2000 | Championnats d'Afrique | Alger   | 1er      | Saut en longueur | 8,34 m  |
| 2002 | Championnats d'Afrique | Radès   | 1er      | Saut en longueur | 8,06 m  |
| 2006 | Championnats d'Afrique | Bambous | 3e       | Triple saut      | 16,58 m |

### Records
| Épreuve          | Épreuve   | Performance | Lieu                 | Date                                         |
| ---------------- | --------- | ----------- | -------------------- | -------------------------------------------- |
| Saut en longueur | Plein air | 8,34 m      | Alger                | 13 juillet 2000                              |
| Saut en longueur | Salle     | 8,02 m      | Erfurt Madrid Erfurt | 2 février 2001 14 mars 2001 1er février 2002 |